# Pianoro Cricket Club
Il Pianoro Cricket Club è un club italiano di cricket di Pianoro in provincia di Bologna. 
Nato nel 1989, ha la sua sede nella località di Rastignano ed è uno dei club più titolati del campionato italiano di cricket.

## Cronistoria recente
- 1994 Serie A, Campione d'Italia
- 1995 Serie A, Vincitrice Coppa dei Campioni (Europa)
- 1996 Serie A, Campione d'Italia
- 1997 Serie A, Campione d'Italia
- 1998 Serie A, Campione d'Italia
- 1999 Serie A, Campione d'Italia, Coppa Italia
- 2000 Serie A
- 2001 Serie A, Campione d'Italia, Coppa Italia
- 2002 Serie A, Campione d'Italia
- 2003 Serie A, Campione d'Italia
- 2004 Serie A, Campione d'Italia
- 2005 Serie A, Coppa Italia, Coppa Europa
- 2006 Serie A, Campione d'Italia, Coppa Italia
- 2007 Serie A, Campione d'Italia, Coppa Italia
- 2008 Serie A, Campione d'Italia
- 2009 Serie A, Campione d'Italia
- 2010 Serie A, Campione d'Italia
- 2011 Serie A
- 2012 Serie A
- 2013 Serie A
- 2014 Serie A
- 2015 Serie A
- 2016 Serie A, Coppa Italia
- 2019 Serie A, Campione d'Italia